# 池山駅
池山駅（チサンえき）は、大韓民国大邱広域市寿城区にある大邱交通公社（DTRO）3号線の駅である。駅番号は339。

## 駅構造
相対式ホーム2面2線の高架駅。
のりば
※のりば番号の設定は無し。
| 上り | ●大邱都市鉄道3号線 | 寿城池・黄金・漆谷慶大病院方面 |
| 下り | ●大邱都市鉄道3号線 | 凡勿・龍池方面                 |

## 駅周辺
- 池山洞郵便局
- 大邱龍池初等学校
- 大邱池山初等学校
- 池山中学校
- 新韓銀行池山支店

## 歴史
- 2015年4月23日: 3号線の開業とともに開業。

## 隣の駅
大邱交通公社
●3号線
寿城池駅 (338) - 池山駅 (339) - 凡勿駅 (340)